# Ciàxares de Mèdia
Ciàxares (persa antic 𐎢𐎺𐎧𐏁𐎫𐎼 'Huvashtra', accadi Uaksataror, elamita Makistarra (en llatí: Cyaxares, en grec antic: Κυαξάρης Kyaxáres)) va ser rei de Mèdia des de potser l'any 625 aC fins al 585 aC. Era el tercer rei de Mèdia, fill de Fraortes i net de Dèioces.
Heròdot diu que en els darrers anys del regnat del seu pare Fraortes, es va produir una invasió dels escites i que els medes van ser governats durant 28 anys per un rei anomenat Màdies (fill de Bartatua). Fraortes va morir mentre assetjava Ninus (Nínive), capital dels assiris, i Ciàxares va reunir totes les forces del seu imperi per venjar la mort del seu pare. Va derrotar els assiris i va posar setge a Ninus. Mentre l'assetjava, un gran exèrcit d'escites va envair el nord de Mèdia, i Ciàxares va marxar al seu encontre, va ser derrotat i es va haver de sotmetre als escites, que van tenir el domini de tota la zona durant vint-i-vuit anys (634 aC-607 aC), i es van dedicar a saquejar l'Imperi Mede sense pietat. Finalment, Ciàxares i els medes van vèncer els escites, van restaurar l'Imperi. Heròdot explica en un altre lloc que hi va haver una guerra entre Ciàxares i Aliates II, rei de Lídia, provocada pel rei Aliates que havia acollit uns escites fugitius que havien assassinat un dels fills de Ciàxares i l'havien servit al seu pare en un banquet. La guerra va durar cinc anys, i es va acabar a l'inici del sisè any, pel terror inspirat per un eclipsi solar, que hi va haver just quan els exèrcits s'enfrontaven en una batalla, i que Tales de Milet havia predit pel dia 28 de maig del 585 aC. La batalla es va conèixer com la «Batalla de l'Eclipsi». Després de la batalla, els dos reis van acceptar la mediació de Siennesis I. La pau es va consolidar amb el casament d'Astiages fill de Ciàxares, amb Arienis, filla d'Aliates.
Màdies va morir finalment en lluita contra Ciàxares, i els escites van marxar cap al Caucas i la mar Negra. Es tractaria més aviat d'un regne escita fundat a la regió del Llac Urmia i no pròpiament de Mèdia.
La dominació escita es va acabar i Ciàxares va arribar al govern, va reorganitzar l'exèrcit i es va aliar amb Nabopolasar que s'havia revoltat per la mateixa època contra Assíria. Una derrota dels assiris i el regne de Manna cap a l'any 616 aC la va aprofitar Ciàxares per conquerir Manna potser el 615 aC. L'any següent va ocupar la província assíria d'Arrapakhe (moderna Kirkuk) i tot seguit Tarbis (al nord de Nínive) i Assur. Nabopolasar va arribar tard pel saqueig d'Assur però es va signar un tractat d'amistat i aliança entre el babiloni i els medes, i la filla de Ciàxares, Amitis, es va casar amb el fill de Nabopolasar, Nabucodonosor II, que va construir uns jardins (el famosos Jardins penjants de Babilònia) per la seva dona perquè no enyorés la vegetació de les muntanyes on havia nascut.
L'any 612 aC els aliats van ocupar Nínive (agost de 612 aC) i van posar fi a l'Imperi Assiri. Els assiris es van retirar a Haran i els medes llavors es van apoderar de Mesopotàmia del nord i el 610 aC van participar en la conquesta d'aquesta ciutat, que després els assiris van reconquerir, però van ser expulsats un altre cop cap a Karkemish. La frontera entre Mèdia i Babilònia es va establir al sud d'Haran i Assur.
Molt poc després de l'acord de pau va morir Ciàxares i el va succeir el seu fill Astíages.